# Villa rustica (Tacherting)
Die Villa rustica auf der Gemarkung von Tacherting, einer Gemeinde im oberbayerischen Landkreis Traunstein, wurde 1809 entdeckt. Die Villa rustica der römischen Kaiserzeit liegt circa 1250 Meter nordwestlich der Kirche Unsere Liebe Frau und ist ein geschütztes Bodendenkmal mit der Nummer D-1-7941-0168.
Es wurden Grundmauern mehrerer Gebäude einer ausgedehnten Villa mit mindestens zehn Mosaikfußböden aufgedeckt. Als Lesefunde wurden u. a. Mosaiksteine, Münzen und Keramikscherben gefunden. 